# Nockor
Nockor (Tephroseris) är ett släkte av korgblommiga växter. Nockor ingår i familjen korgblommiga växter.

## Bildgalleri

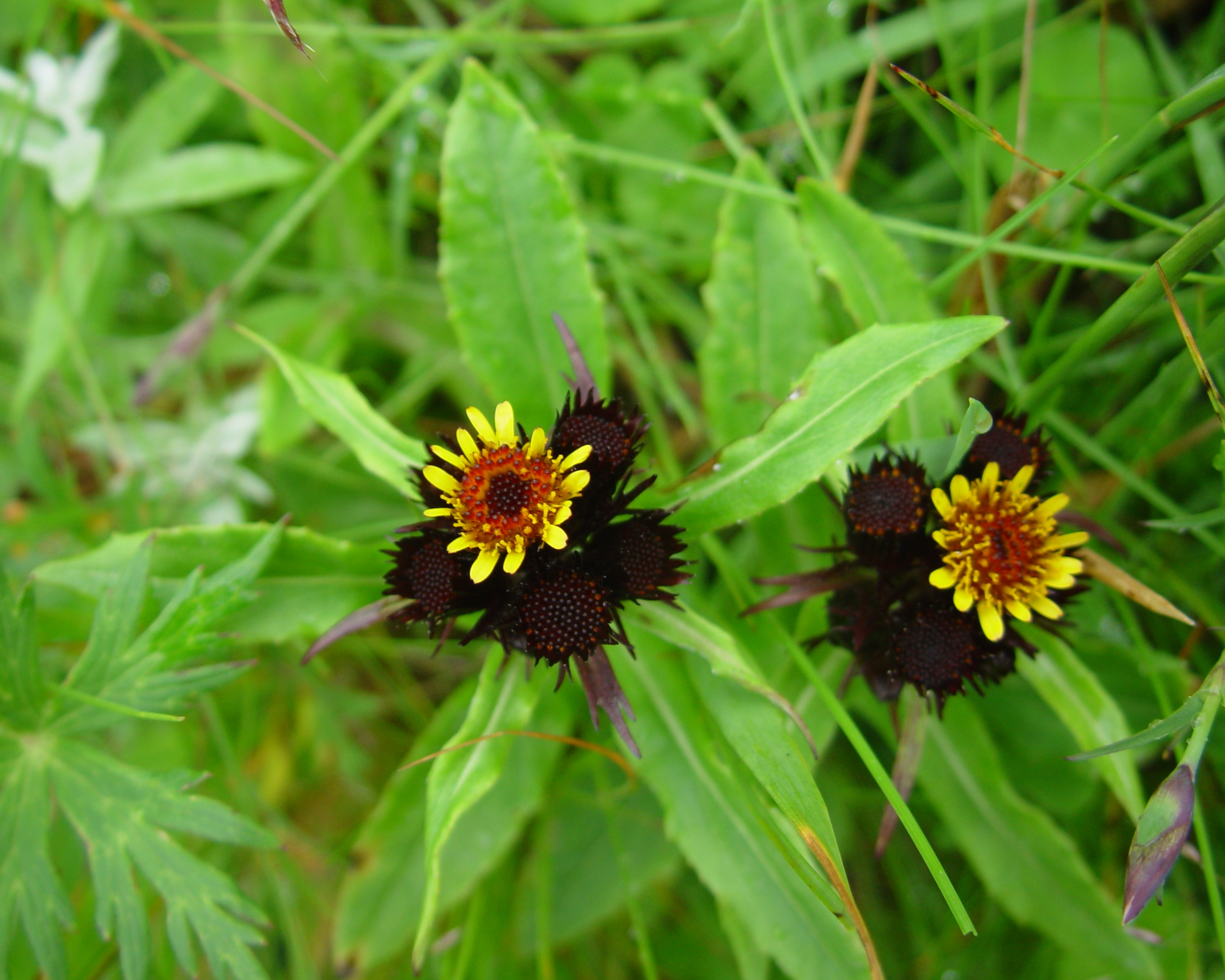
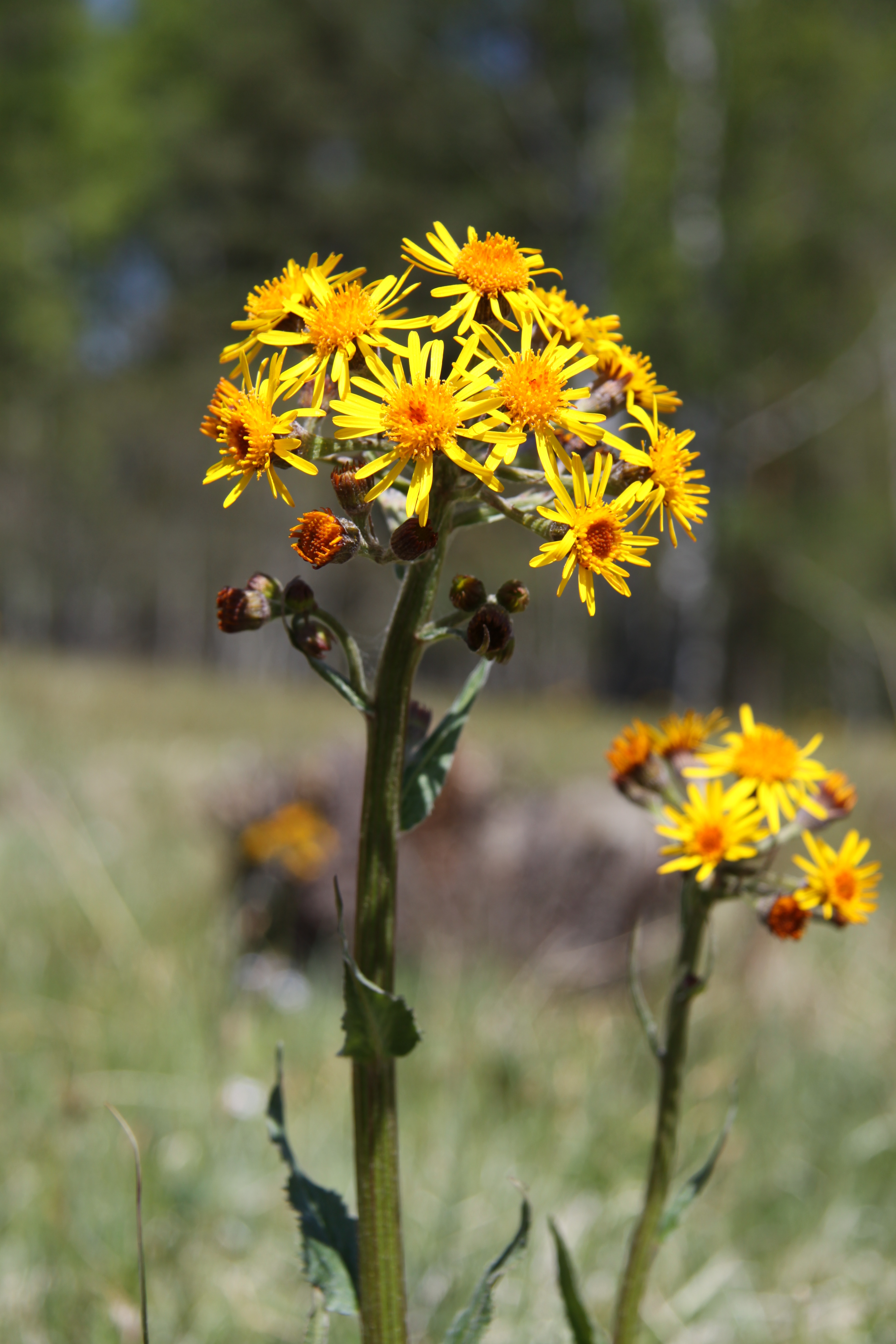
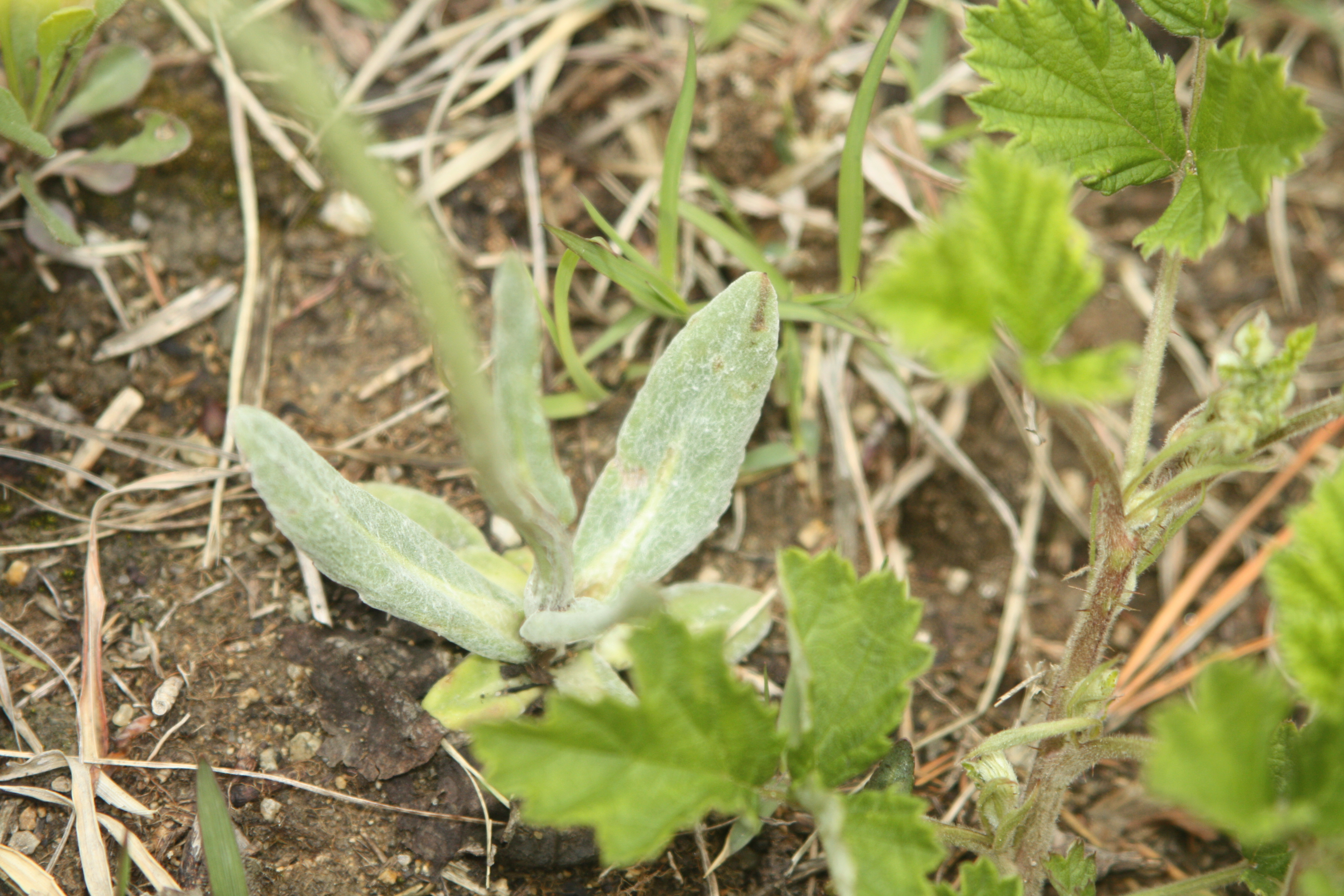
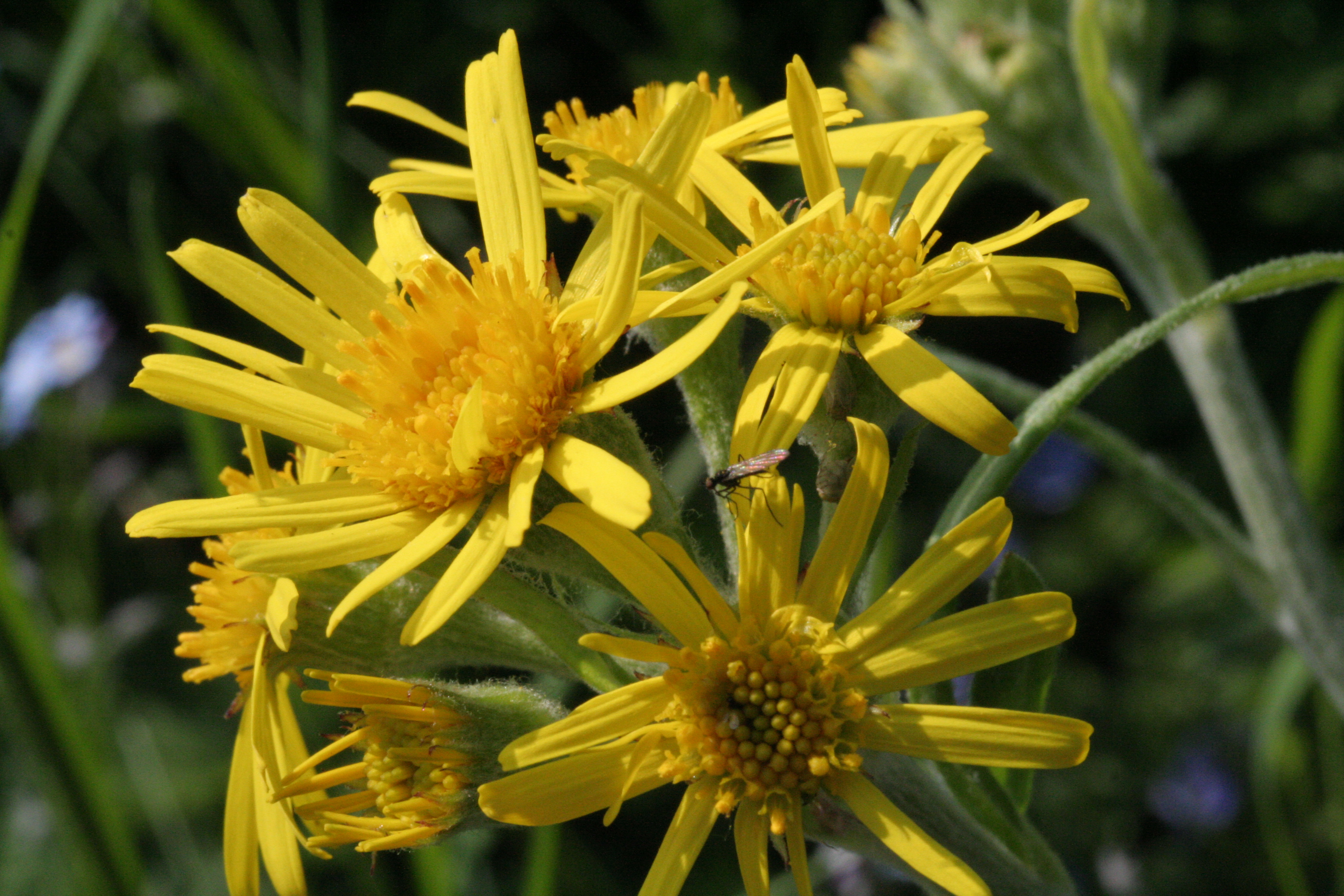

## Dottertaxa till Nockor, i alfabetisk ordning[1]
- Tephroseris adenolepis
- Tephroseris balbisiana
- Tephroseris besseriana
- Tephroseris cladobotrys
- Tephroseris coincyi
- Tephroseris crassifolia
- Tephroseris crispa
- Tephroseris czernijevii
- Tephroseris elodes
- Tephroseris flammea
- Tephroseris frigida
- Tephroseris fuscata
- Tephroseris helenitis
- Tephroseris hieraciiformis
- Tephroseris integrifolia
- Tephroseris jacutica
- Tephroseris japonica
- Tephroseris kirilowii
- Tephroseris kjellmanii
- Tephroseris lindstroemii
- Tephroseris longifolia
- Tephroseris palustris
- Tephroseris papposa
- Tephroseris phaeantha
- Tephroseris pierotii
- Tephroseris praticola
- Tephroseris pseudoaurantiaca
- Tephroseris pseudosonchus
- Tephroseris reverdattoi
- Tephroseris rufa
- Tephroseris schistosa
- Tephroseris stolonifera
- Tephroseris subdentata
- Tephroseris subscaposa
- Tephroseris taitoensis
- Tephroseris thyrsoidea
- Tephroseris turczaninovii
- Tephroseris yukonensis